# 2072 Kosmodemyanskaya
2072 Kosmodemyanskaya је астероид главног астероидног појаса са средњом удаљеношћу од Сунца која износи 2,450 астрономских јединица (АЈ).
Апсолутна магнитуда астероида је 12,61.